# Giovanni Giudici (Bischof)

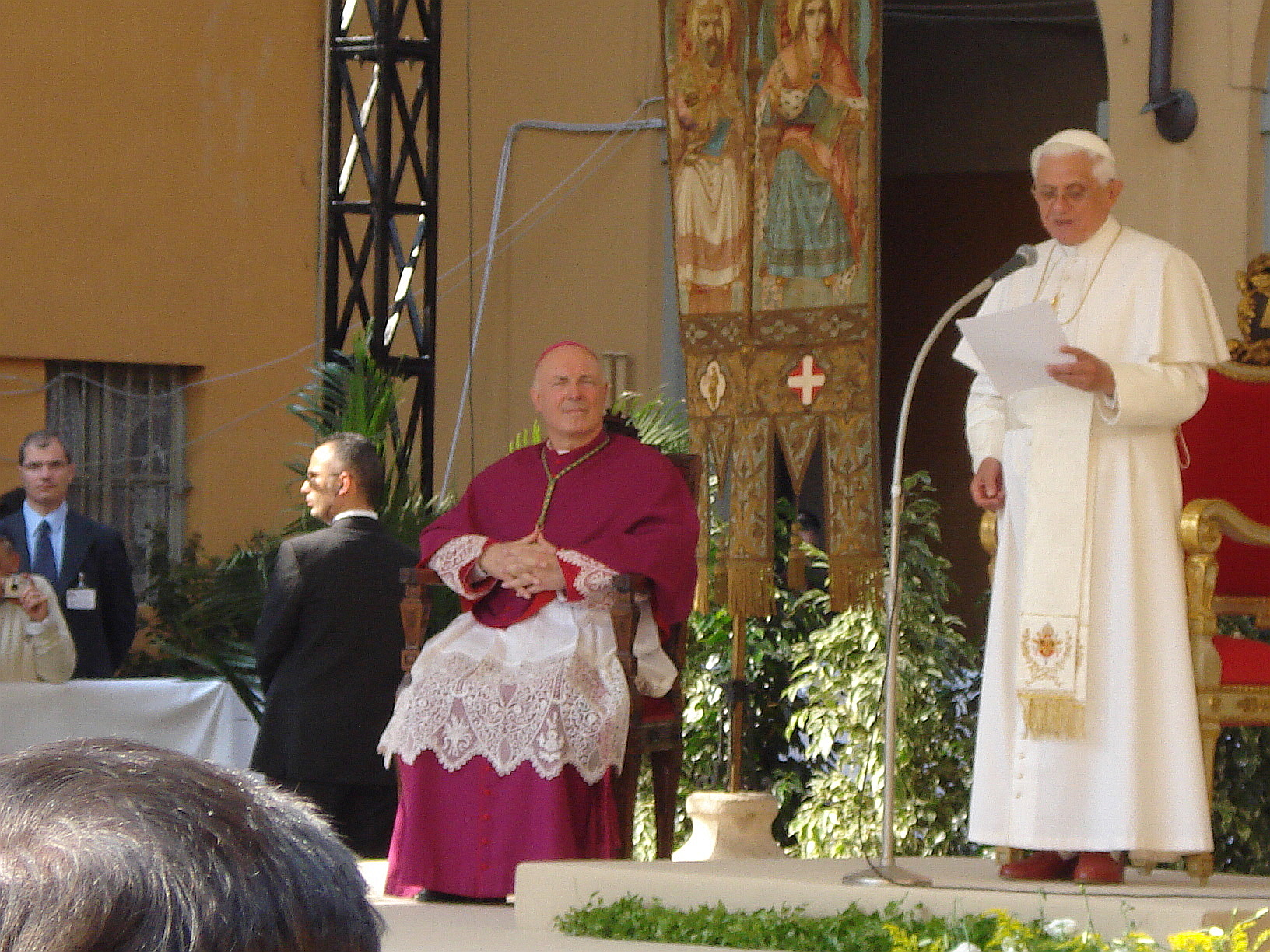
Bischof Giovanni Giudici (sitzend) bei einer Ansprache von Papst Benedikt XVI. (Februar 2009)

Bischofswappen

Giovanni Giudici (* 6. März 1940 in Varese; † 18. Januar 2024 ebenda) war ein italienischer Geistlicher und römisch-katholischer Bischof von Pavia.

## Leben
Giovanni Giudici studierte nach dem Abitur ein Jahr lang in den Vereinigten Staaten. Anschließend studierte er Philosophie und Theologie am Priesterseminar des Erzbistums Mailand, für das er am 27. Juni 1964 durch Erzbischof Giovanni Colombo im Mailänder Dom das Sakrament der Priesterweihe empfing. Nach der Priesterweihe war er zunächst persönlicher Sekretär des Erzbischofs und unterrichtete ab 1967 am Priesterseminar in Seveso. Ab 1971 war er Diözesanassistent für die Jugend der Katholischen Aktion. 1972 schloss er ein Sprachen- und Literaturstudium an der Università Commerciale Luigi Bocconi ab. Ab 1979 war er Pfarrer der Pfarrei Sant’Anna Matrona und ab 1984 Dekan von Porta Vercellina. 1988 wurde er zum Bischofsvikar für die Seelsorgezone II (Varese) ernannt.
Papst Johannes Paul II. ernannte ihn am 9. Juni 1990 zum Titularbischof von Usula und Weihbischof in Mailand. Der Erzbischof von Mailand, Carlo Maria Kardinal Martini SJ, spendete ihm am 29. Juni desselben Jahres die Bischofsweihe; Mitkonsekratoren waren die Mailänder Weihbischöfe Renato Corti und Bernardo Citterio. Sein Wahlspruch lautete Haurite nunc et ferte.
Zum 1. Februar 1991 wurde er von Kardinal Martini zum Generalvikar des Erzbistums berufen.
Am 1. Dezember 2003 ernannte ihn Papst Johannes Paul II. zum Bischof von Pavia. Die Amtseinführung fand am 11. Januar des folgenden Jahres statt.
Am 27. Mai 2006 wurde er Großprior des Ritterordens vom Heiligen Grab zu Jerusalem für Norditalien. Im November 2009 wurde er zum nationalen Präsidenten von Pax Christi ernannt. In der Italienischen Bischofskonferenz war er ab September 2010 Mitglied Kommission für soziale Themen und Arbeit, Gerechtigkeit und Frieden. Dem Großpriorat des Malteserordens für die Lombardei und Venezien gehörte er als Ehren-Konventualkaplan an.
Papst Franziskus nahm am 16. November 2015 seinen altersbedingten Rücktritt an. Bis zur Amtseinführung seines Nachfolgers im Januar 2016 verwaltete er das Bistum Pavia weiter als Apostolischer Administrator.
Giovanni Giudici starb am 18. Januar 2024 im Alter von 83 Jahren.